# Clypeochorella orientalis
Clypeochorella orientalis är en svampart som först beskrevs av Sacc. & Penz., och fick sitt nu gällande namn av Franz Petrak 1923. Clypeochorella orientalis ingår i släktet Clypeochorella, divisionen sporsäcksvampar och riket svampar.   Inga underarter finns listade i Catalogue of Life.